# Districte de Coleraine
El districte de Coleraine (anglès Coleraine Borough Council, gaèlic irlandès Comhairle Baile Chúil Rathain) és un consell local del comtat de Derry i part del comtat d'Antrim a Irlanda del Nord. La seu està a la ciutat de Coleraine. Altres petites ciutats de l'àrea són Garvagh, Portrush, Portstewart i Kilrea. La població de l'àrea és de 59.067 segons el cens de 2011.
El consell municipal de Coleraine consisteix en quatre àrees electorals: Coleraine East, Coleraine Central, The Skerries i Bann. El consell té 22 membres dels següents partits polítics: 8 Partit Unionista Democràtic (DUP), 6 Partit Unionista de l'Ulster (UUP), 3 Social Democratic and Labour Party (SDLP), 2 Alliance Party 1 Sinn Féin i 2 independents. El consell municipal controlat pels unionistes opera de manera rotatòria amb els càrrecs d'alcalde i tinent d'alcalde entre el Partit Unionista de l'Ulster (UUP), el Partit Unionista Democràtic (DUP) i el nacionalista Social Democratic and Labour Party (SDLP). Les últimes eleccions van tenir lloc el maig de 2009, però el 25 d'abril de 2008, Shaun Woodward, Secretari d'Estat per Irlanda del Nord anuncià que les eleccions de districte programades per al 2009 eren posposades fins a la introducció dels 11 nous consells en 2011. Les reformes proposades foren abandonades en 2010 i les darreres eleccions locals van tenir lloc en 2011 L'alcalde per al període 2012/2013 és Sam Cole del Partit Unionista Democràtic (DUP).
L'àrea del consell de districte, juntament amb els districtes veïns de Limavady i part del de Derry, formen la constituència d'East Londonderry per a les eleccions al Parlament de Westminster i l'Assemblea d'Irlanda del Nord.

## Alcalde de Coleraine
| Any         | Alcalde            | Partit             | Partit | Tinent d'alcalde   | Partit | Partit      |
| ----------- | ------------------ | ------------------ | ------ | ------------------ | ------ | ----------- |
| 1973 - 77   | A. N. Clarke       |                    | UUP    | John White         |        | UUP         |
| 1977 - 1980 | John White         |                    | UUP    | G. A. McIlrath     |        | UUP         |
| 1980 - 83   | G A McIlrath       |                    | UUP    | C. R. Crawford     |        | Independent |
| 1980 - 83   | G A McIlrath       | James McClure      | UUP    |                    | DUP    |             |
| 1983 - 84   | James McClure      |                    | DUP    | C. R. Crawford     |        | Independent |
| 1984 - 86   | William King       |                    | UUP    | A. N. Clarke       |        | UUP         |
| 1984 - 86   | William King       | James McClure      | UUP    |                    | DUP    |             |
| 1986 - 88   | Elizabeth Black    |                    | UUP    | James McClure      |        | DUP         |
| 1988 - 1990 | William Watt       |                    | UUP    | James McClure      |        | DUP         |
| 1990 - 92   | Elizabeth Black    |                    | UUP    | James McClure      |        | DUP         |
| 1992 - 93   | William King       |                    | UUP    | James McClure      |        | DUP         |
| 1993 - 1995 | David McClarty     |                    | UUP    | William Matthews   |        | Alliance    |
| 1995 - 97   | Pauline Armitage   |                    | UUP    | John Dallat        |        | SDLP        |
| 1997 - 99   | James McClure      |                    | DUP    | William Matthews   |        | Alliance    |
| 1997 - 99   | James McClure      | Elizabeth Johnston | DUP    |                    | UUP    |             |
| 1999 - 2000 | Norman Hillis      |                    | UUP    | Olive Church       |        | UUP         |
| 2000 - 01   | Elizabeth Johnston |                    | UUP    | Barbara Dempsey    |        | Alliance    |
| 2001 - 02   | John Dallat        |                    | SDLP   | Desmond Stewart    |        | DUP         |
| 2002 - 03   | Olive Church       |                    | UUP    | Gerry McLaughlin   |        | SDLP        |
| 2003 - 04   | Desmond Stewart    |                    | DUP    | Eamon Mullan       |        | SDLP        |
| 2004 - 2005 | Robert McPhearson  |                    | UUP    | James McClure      |        | DUP         |
| 2005 - 06   | Timothy Deans      |                    | DUP    | Maura Hickey       |        | SDLP        |
| 2006 - 07   | William King       |                    | UUP    | Ellen Fielding     |        | DUP         |
| 2007 - 08   | Maurice Bradley    |                    | DUP    | Elizabeth Johnston |        | UUP         |
| 2008 - 09   | David Barbour      |                    | UUP    | William Creelman   |        | DUP         |
| 2009 - 10   | Sandy Gilkinson    |                    | DUP    | William King       |        | UUP         |
| 2010 - 11   | Norman Hillis      |                    | UUP    | Sam Cole           |        | DUP         |
| 2011 - 12   | Maurice Bradley    |                    | DUP    | William King       |        | UUP         |
| 2012 - 13   | Sam Cole           |                    | DUP    | Maura Hickey       |        | SDLP        |
| 2013 - 14   | TBC                |                    | UUP    | TBC                |        | DUP         |

Font: Freedom of Information sobre el Coleraine Borough Council